# Acremma funebris
Acremma funebris is een vlinder van de familie van de spinneruilen (Erebidae). De wetenschappelijke naam van deze soort is voor het eerst voorgesteld als Corgatha funebris door Pierre Viette in een publicatie uit 1962.
De soort komt voor op Madagaskar.